# TBS日曜8時枠の連続ドラマ
TBS日曜8時枠の連続ドラマ（ティービーエスにちようはちじわくのれんぞくドラマ）は、TBS系列局が日曜20時台に編成していたテレビドラマ枠である。

## 歴史
初のヒット作は海外作品『サンセット77』。その後は、1966年4月17日から渥美清、青島幸男、中村賀津雄主演の『泣いてたまるか』が2年にわたって放送された。
だがその後は単発特別番組枠の編成により、枠はたびたび中断。そして人気作も、東宝でヒットした同名映画をドラマ化した『日本沈没』、堺正章主演の『天皇の料理番』ぐらいであった。
1986年10月12日からは、火曜20時台のドラマ枠に替わってこの時間帯に大映テレビ製作ドラマが編成されるが、半年未満で終了。これが事実上、この時間帯における最後のドラマ編成となっている。
なお、本枠で『あいつの季節』から『何がなんでも』までの作品群が放送されていた時期には、19時台の『タケダアワー』と『不二家の時間』でもドラマが放送されていた。さらに21時台にも30分ドラマと『東芝日曜劇場』（後の日曜劇場）が、22時台・23時台にも1時間の海外ドラマが編成されていたため、日曜夜には4時間半にわたってドラマが放送されていた（半年の中断期間あり）。さらに『あいつの季節』と『プロフェッショナル』シリーズの放送期間中には、18時台にも朝日放送制作の公開コメディ『てなもんや一本槍』と時代劇『黒い編笠』→『白頭巾参上』を放送していたため、公開コメディとドラマの編成は5時間半に及んだ。
関西地区においては、本作放送作品のうち第1期から第5期までのものを朝日放送が、第6期以降のものを毎日放送がネットしていた。
このドラマ枠の時間帯はなく、2023年現在は『坂上&指原のつぶれない店』がバラエティ番組枠として放送されている。

## 作品リスト

### 第1期
- 非常線（1957年1月6日 - 10月13日）※当初は20:00 - 20:40の放送であったが、1957年2月をもって20:00 - 20:30に縮小。[1]
- 青春の山彦（1957年10月20日 - 1958年8月3日）[1]
- 不在女房（1958年8月10日 - 9月7日）[1]
- デン助のサラリーマン物語（1958年9月14日 - 1959年1月25日）[1]
- デン助の江戸ッ子侍（1959年2月1日 - 2月22日）[1]
- 花詩集（1959年3月15日 - 5月3日）[1]

### 第2期
- 男みるべからず（1959年10月25日 - 1960年1月31日）[1]
- 野郎で笑い倒せ（1960年2月1日 - 5月1日）[1]

### 第3期
- サンセット77（1960年10月2日 - 1963年9月）※海外作品。当初は20:00 - 21:00の放送であったが、1962年10月をもって20:00 - 20:56に縮小。後に日曜22時台へ移動。
- ペリー・メイスン（1963年10月13日 - 1964年1月5日）※海外作品。
- 拝啓カアチャン様（1964年1月12日 - 3月29日）

### 第4期
- ミステリーゾーン（1964年9月13日 - 10月4日）※海外作品。
- 幕末（1964年10月25日 - 1965年4月11日）

### 第5期
- FBIアメリカ連邦警察（第1シリーズ）（1965年12月5日 - 1966年4月10日）※海外作品
- 泣いてたまるか（渥美清・青島幸男・中村嘉津雄主演版）（1966年4月17日 - 1968年3月31日）
- 抜かれてたまるか（1968年4月7日 - 9月29日）
- エプロン父さん（1968年10月6日 - 1969年3月30日）
- あいつの季節（1969年4月6日 - 9月28日）
- プロフェッショナル → 5人の危険屋 プロフェッショナル → ヤングアクション プロフェッショナル（1969年10月5日 - 1970年3月22日）

### 第6期
- 日曜8時、笑っていただきます（1970年10月11日 - 1971年9月26日）
- テレビはこれだ!ドラマが3つも（1971年10月17日 - 12月26日）
- 何がなんでも（1972年1月16日 - 3月26日）

### 第7期
- 日本沈没（ドラマ版）（1974年10月6日 - 1975年3月30日） - この作品から20:00 - 20:55の放送。

### 第8期
- 天皇の料理番（堺正章主演版）（1980年10月19日 - 1981年3月22日）

### 第9期
- 関ヶ原（1981年10月11日 - 11月29日）※同年1月に放送した同作品を分割放送。
- 鞍馬天狗（草刈正雄主演版）（1981年12月13日 - 1982年3月21日）
- 刑事ヨロシク（1982年5月16日 - 8月22日）
- 幸福の黄色いハンカチ（テレビドラマ版）（1982年8月29日 - 9月26日） - つなぎ番組。この後単発特番を2週放送。
- Gメン'82（1982年10月17日 - 1983年3月13日） - この作品から20:00 - 20:54の放送。

### 第11期
- おんな風林火山（1986年10月12日 - 1987年3月1日）

## 参考資料
- キー局番組変遷編成ひょ〜[出典無効]

| KRT系列 日曜20:00 - 20:30 | KRT系列 日曜20:00 - 20:30                                 | KRT系列 日曜20:00 - 20:30               |
| 前番組                    | 番組名                                                    | 次番組                                  |
| ------------------------- | --------------------------------------------------------- | --------------------------------------- |
| 歌謡番組 ※20:00 - 20:40   | TBS日曜8時枠の連続ドラマ （1957年1月6日 - 1959年5月3日）  | プロ野球中継 または 映画 ※20:00 - 21:30 |
| KRT系列 日曜20:30 - 20:40 |                                                           |                                         |
| 歌謡番組 ※20:00 - 20:40   | TBS日曜8時枠の連続ドラマ （1957年1月6日 - 1957年1月27日） | KRTニュース                             |

| KRT系列 日曜20:00 - 20:30               | KRT系列 日曜20:00 - 20:30                                  | KRT系列 日曜20:00 - 20:30               |
| 前番組                                  | 番組名                                                     | 次番組                                  |
| --------------------------------------- | ---------------------------------------------------------- | --------------------------------------- |
| プロ野球中継 または 映画 ※20:00 - 21:30 | TBS日曜8時枠の連続ドラマ （1959年10月25日 - 1960年5月1日） | プロ野球中継 または 映画 ※20:00 - 21:45 |

| TBS系列 日曜 20:00 - 20:56              | TBS系列 日曜 20:00 - 20:56                                   | TBS系列 日曜 20:00 - 20:56              |
| 前番組                                  | 番組名                                                       | 次番組                                  |
| --------------------------------------- | ------------------------------------------------------------ | --------------------------------------- |
| プロ野球中継 または 映画 ※20:00 - 21:30 | TBS日曜8時枠の連続ドラマ 0（1960年10月2日 - 1964年3月29日）0 | プロ野球中継 または 映画 ※20:00 - 21:26 |
| TBS系列 日曜 20:56 - 21:00              |                                                              |                                         |
| プロ野球中継 または 映画 ※20:00 - 21:30 | TBS日曜8時枠の連続ドラマ （1960年10月2日 - 1962年9月）       | JNNフラッシュニュース                   |

| TBS系列 日曜 20:00 - 20:56                                      | TBS系列 日曜 20:00 - 20:56                                   | TBS系列 日曜 20:00 - 20:56                                               |
| 前番組                                                          | 番組名                                                       | 次番組                                                                   |
| --------------------------------------------------------------- | ------------------------------------------------------------ | ------------------------------------------------------------------------ |
| プロ野球中継 または 映画 ※20:00 - 21:26                         | TBS日曜8時枠の連続ドラマ （1964年9月13日 - 1965年4月11日）   | プロ野球中継 または 映画 ※20:00 - 21:26                                  |
| 56分単発特番 （1965年10月10日 - 1965年11月28日） ※20:00 - 21:25 | TBS日曜8時枠の連続ドラマ （1965年12月5日 - 1970年3月29日）   | ビッグ・プレゼント'70 （1970年4月12日 - 1970年9月13日）                  |
| ビッグプレゼント'70 （1970年4月12日 - 1970年9月13日）           | TBS日曜8時枠の連続ドラマ （1970年10月11日 - 1972年3月26日）0 | サンデービッグプレゼント （1972年4月2日 - 1972年9月24日） ※20:00 - 21:26 |

| TBS系列 日曜 20:00 - 20:55                                           | TBS系列 日曜 20:00 - 20:55                                   | TBS系列 日曜 20:00 - 20:55                                           |
| 前番組                                                               | 番組名                                                       | 次番組                                                               |
| -------------------------------------------------------------------- | ------------------------------------------------------------ | -------------------------------------------------------------------- |
| 日曜ワイドスペシャル （1974年4月7日 - 1974年9月29日） ※19:30 - 20:55 | TBS日曜8時枠の連続ドラマ 0（1974年10月6日 - 1975年3月30日）0 | サンデースペシャル （1975年4月13日 - 1976年10月10日） ※19:30 - 20:55 |
| 海外取材ニッポンの実力 （1980年7月13日 - 1980年9月28日）             | TBS日曜8時枠の連続ドラマ （1980年10月19日 - 1981年3月22日）  | 日曜特集（55分番組時代） （1981年4月19日 - 1981年7月19日）           |

| TBS系列 日曜 20:00 - 20:54                                               | TBS系列 日曜 20:00 - 20:54                                   | TBS系列 日曜 20:00 - 20:54                         |
| 前番組                                                                   | 番組名                                                       | 次番組                                             |
| ------------------------------------------------------------------------ | ------------------------------------------------------------ | -------------------------------------------------- |
| 日曜特集（85分番組時代） （1981年9月6日 - 1981年9月27日） ※19:30 - 20:55 | TBS日曜8時枠の連続ドラマ （1981年10月11日 - 1983年3月13日）0 | TVジョーカーズ笑 （1983年4月17日 - 1983年6月19日） |
| TBS系列 日曜 20:54 - 20:55                                               |                                                              |                                                    |
| 日曜特集（85分番組時代） （1981年9月6日 - 1981年9月27日） ※19:30 - 20:55 | TBS日曜8時枠の連続ドラマ （1981年10月11日 - 1982年9月26日）  | JNNフラッシュニュース ※20:54 - 21:00 【1分拡大】   |

| TBS系列 日曜 20:00 - 20:54 | TBS系列 日曜 20:00 - 20:54                                   | TBS系列 日曜 20:00 - 20:54                             |
| 前番組 | 番組名                                                       | 次番組                                                 |
| --- | ------------------------------------------------------------ | ------------------------------------------------------ |
| TVジョーカーズ笑 （1983年4月17日 - 1983年6月19日） ↓ 54分単発特番 （1983年6月 - 1983年9月） ↓ 84分単発特番 （1983年10月） ※19:30 - 20:54 | TBS日曜8時枠の連続ドラマ 0（1983年11月6日 - 1984年3月18日）0 | 諸君!スペシャルだ （1984年4月15日 - 1984年9月30日）    |
| 世界No.1クイズ （1986年2月2日 - 1986年9月28日）                                                                                          | TBS日曜8時枠の連続ドラマ （1986年10月12日 - 1987年3月1日）   | 日曜特集・新世界紀行 （1987年4月12日 - 1992年3月29日） |